# Chrysomela saliceti
Chrysomela saliceti é uma espécie de artrópode pertencente à família Chrysomelidae.